# Гайнріх Фішер
Гайнріх Фішер (12 січня 1950) — швейцарський академічний веслувальник.
Срібний призер Олімпійських Ігор 1972 року в складі розпашної двійки без стернового.